# Ficus monckii
Ficus monckii är en mullbärsväxtart som beskrevs av Emil Hassler. Ficus monckii ingår i släktet fikonsläktet, och familjen mullbärsväxter. Inga underarter finns listade i Catalogue of Life.